# Basilius Axt
Basilius Axt (* 1486 in Frankfurt (Oder); † 9. März 1558 in Königsberg) war ein deutscher Mediziner.

## Leben
Axt studierte – ohne Einschreibungsgebühren zu entrichten – seit 1506 an der Universität Frankfurt (Oder) und wechselte am 21. Mai 1520 an die Universität Wittenberg. In Wittenberg fand er am 3. Juni 1521 als Baccalaureus der Medizin Zugang zur medizinischen Fakultät und betätigte sich aufgrund seiner Mittellosigkeit als Apotheker bei Lucas Cranach dem Älteren. Am 9. Dezember 1523 erwarb er unter Augustin Schurff das Lizentiat der Medizin und wurde am 5. Dezember 1524 in den Senat der medizinischen Fakultät aufgenommen. Daraufhin empfahl ihn Philipp Melanchthon am 25. Dezember 1524 als Stadtarzt für Nürnberg und Martin Luther setzte sich für ihn 1525 für einen Lehrstuhl der Chirurgie an der Wittenberger Hochschule ein.
Da diese Vermittlungen fehlschlugen, fand Axt 1525 eine Anstellung beim Torgauer Rat für 30 Gulden als Arztapotheker. Zum Abschluss seines akademischen Werdegangs promovierte er in Wittenberg am 22. Juli 1527 zum Doktor der Medizin. Nachdem er sich mit dem Apotheker in Torgau überworfen hatte, schied er 1528 aus seiner Stellung und war vorübergehend in Gotha tätig. Im August 1531 wurde er Leibarzt des Herzogs Albrecht I. von Brandenburg-Ansbach in Königsberg. Der Herzog unterstützte den Umzug mit 20 Gulden, finanzierte 1542 die Einrichtung eines chemischen Laboratoriums und unternahm 1545 eine Deutschlandreise mit Axt, der ihn auch auf Reisen nach Polen begleitete.
Axts Leichnam wurde in der Löbenichtschen Kirche beigesetzt. Dort wurde ihm ein Epitaph errichtet, das mit einem Gedicht von Mathias Stojus (1526–1583) versehen wurde.
Axt hatte 1524 Ave von Schönfeld († 1541) geheiratet, auf die unter anderem auch Martin Luther schon ein Auge geworfen hatte. Sie war eine der Nonnen, die mit Katharina von Bora aus dem Kloster Nimbschen entflohen waren, und brachte in dieser Ehe drei Söhne und eine Tochter zur Welt. Die Tochter ehelichte 1544 Stanislaus Rapagelanus. Bekannt ist auch sein Sohn, der Mediziner Theobald Axt (* um 1520 in Wittenberg, † 1585 in Elbing). 1542 heiratete Axt erneut, seine zweite Frau starb 1549 an der Pest.